# Muscigralla brevicauda
Muscigralla brevicauda là một loài chim trong họ Tyrannidae.